# Публий Деций Субулон
Пу́блий Де́ций Субуло́н (лат. Publius Decius Subolo; приблизительно 155 год до н. э. — после 115 года до н. э.) — римский политический деятель из плебейского рода Дециев, претор 115 года до н. э. Сторонник Гая Семпрония Гракха.

## Биография
Учитывая дату претуры Публия Деция, исследователи относят его рождение приблизительно к 155 году до н. э. Эпитоматор Ливия называет Субулона Квинтом, но это явная ошибка: преномен «Публий» называет Цицерон. Согласно этому автору, Субулон был человеком «мятежным и беспорядочным» как в жизни, так и в речи, но при этом довольно талантливым оратором. Он участвовал во внутриполитической борьбе на стороне Марка Фульвия Флакка и Гая Гракха, а после их гибели продолжил их дело. В 120 году до н. э., став народным трибуном, Публий привлёк к суду консуляра Луция Опимия за бессудную расправу над римскими гражданами. Защитником Опимия стал консул Гай Папирий Карбон, построивший свою речь на том, что убийство Гракха и Флакка было «совершено законно и на благо родине», и добившийся оправдания. Враги Субулона в связи с этим судебным делом утверждали, что гракханцы подкупили его.
В 115 году до н. э. Субулон стал претором. На этой должности он конфликтовал с консулом того же года Марком Эмилием Скавром: Публий не встал, чтобы поприветствовать проходившего мимо консула, и тот на него набросился, порвал на нём одежду, сломал его кресло и запретил гражданам обращаться к претору за судом.
Возможно, именно Публия Деция в одной из своих сатир упоминает Луцилий, сравнивая оппонента Деция с «орешком» (nucula).
Существует гипотеза о том, что Гай Аппулей Дециан, народный трибун 99 или 98 года до н. э., мог быть сыном по крови Публия Деция Субулона, перешедшим по усыновлению в род Аппулеев.